# Peter Hoch (Schreiner)
Peter Hoch (* 1599 in Liestal, erwähnt bis 1652) war ein Schweizer Schreiner.

## Leben und Werk
Peter Hoch lernte wie sein Vater Hans Jacob Hoch das Schreinerhandwerk. Er reparierte 1632 die Kanzel in der Kirche in Liestal und schuf 1641 die Kanzel in der Kirche von Sissach. Für diese Kirche lieferte er 1643 einen Häupterstuhl. Gemeinsam mit seinem Sohn Hans fertigte er 1646 die Kanzel in der Kirche von Gelterkinden. Weitere Werke werden ihm zugeschrieben.
1627 wurde er wegen Zauberei für zwei Jahre von der Landschaft Basel verbannt. 1649 versuchte er vergeblich, von der Zunft zu Spinnwettern in Basel eine offizielle Beglaubigung der Lehre seiner Söhne bei ihm zu erlangen.

## Einzelnachweis
1. ↑  Stefan Hess, Wolfgang Loescher: Möbel in Basel. Kunst und Handwerk der Schreiner bis 1798. Basel 2012, ISBN 978-3-85616-545-1, S. 57.

| Personendaten    | Personendaten       |
| ---------------- | ------------------- |
| NAME             | Hoch, Peter         |
| KURZBESCHREIBUNG | Schweizer Schreiner |
| GEBURTSDATUM     | 1599                |
| GEBURTSORT       | Liestal             |
| STERBEDATUM      | 17. Jahrhundert     |